# Groaveri-i ortodox templom
A brassói Groaveri-i ortodox templom, dedikációja szerint Szent Paraszkéva-templom (Biserica Cuvioasa Parascheva) az egykori várfalaktól délre, az úgynevezett Alsóbolgárszegen áll (románul Groaveri, mely a német Graben, azaz sánc szóból ered, ugyanis itt voltak a brassói városerőd külső védősáncai). 1876-ban épült, eredetileg a belvárosi románok temetőjének kápolnájaként. Misézési engedélyt 1888-ban kaptak, de csak 1954-től használják parókiatemplomként.

## Története
A 19. században folyamatosan nőtt a brassói belvárosban, a várfalakon belül lakó ortodox románok száma. 1833-ban kápolnát emeltek a Főtéren, azonban a zsúfolt központban nem volt lehetőség sírkert létesítésére. 1872-ben 3150 forintért telket vásároltak Alsóbolgárszegen, kis távolságra a délnyugati várfaltól, amelyen két ház és kétszáz gyümölcsfa volt; a hagyomány szerint az egyik ház régen remetelakként szolgált, melynek utolsó lakója Gherasim Cristea ortodox szerzetes volt.
1874-ben a tanács engedélyt adott a temető létrehozására, az ortodoxok pedig 1875–1876 között egy bizánci stílusú temetőkápolnát is építettek. 1888-ban misézési engedélyt kaptak Miron Romanul érsektől, ugyanis a főtéri kápolna időközben romossá vált, így a belvárosi románok templom nélkül maradtak. 1899-ig tartottak itt miséket; ekkor szentelték fel az új főtéri Istenszülő elszenderedése-templomot. A kápolnát a két világháború között a román katonai helyőrség használta, majd 1954-ben parókiatemplomnak nevezték ki, Szent Paraszkéva titulussal. Festése 1956-ban készült el, 1969–1973 között és 2009-ben felújították.

## Leírása
Téglából és kőből épült, 18 × 6 méter alapterületű, kereszt alaprajzú épület egy központi, kupolás toronnyal, tíz díszítő tornyocskával és a bejárat felett harangtoronnyal. Az ikonosztáz ikonjai 1838-ban készültek, és az egykori főtéri kápolnában voltak.
A temető „a brassói románok panteonja”, ahol a helyi közösség számos nagyja nyugszik: Andrei Mureșanu költő, Mișu Popp festő, Iacob Mureșianu, Ioan Alexandru Lapedatu, Gavriil Munteanu tanárok, Sextil Pușcariu és Constantin Lacea nyelvészek, Bartolomeu Baiulescu esperes, Gheorghe Baiulescu orvos, Andrei Bârseanu néprajzkutató, Virgil Onițiu újságíró, Sterie Stinghe történész, Ion Colan kultúraszervező, Nicolae Ciurcu és Dimitrie Eremias kereskedők. Itt van Gherasim Cristea szerzetes sírköve is, aki a telek egyik egykori házában élt.
A templomot nem tartják nyilván műemlékként, azonban két síremlék a helyi műemlékek listáján van (Virgil Onițiu BV-IV-m-B-11888, Andrei Mureșanu BV-IV-m-B-11889).